# 葛岡博
葛岡 博（くずおか ひろし、1950年 - ）は、日本の映像作家、アニメーター、アニメーション監督、画家。宮城県出身。

## 人物
日本美術家連盟会員（洋画部門）。京都精華大学マンガ学部アニメーション学科専任教授。
近年は主に「くずおか ひろし」名義で活動。この他にも複数のペンネームを持つ。
代表作は『キテレツ大百科』（初代監督）や、NHKの音楽番組『みんなのうた』のアニメーションなど。

## 経歴
幼少の頃から、日本画や油彩画を学ぶ。1976年より1年間、スペインにて絵画の研究に取り組む。
帰国後はアニメーターとして、多くの作品で作画や絵コンテ等の作業に携わり、テレビアニメの監督も務めた。
また、『みんなのうた』ではアニメーションディレクターとして、10作品以上の映像を手がけた。
その傍らで、画家としても活動し、1980年と1989年には個展を開いた。
現在は、アニメーション絵コンテの手伝いやプラネタリウム用イラスト、教科書等の挿絵などを手がける他、京都精華大学で後進の指導に当たっている。

## 作品一覧

### 監督作品
- オヨネコぶーにゃん（1984年-1985年、演出名義）
- ドリモグだァ!!（1986年-1987年）
- キテレツ大百科[1]（1987年-1996年）※1989年まで。ただし、別名義で絵コンテ担当は継続している。
- サンタの山、妖精の森（1996年）
- サヨナラ、みどりが池（2003年）
- 水彩アニメーション縄文イマジナリウム（2004年）

### みんなのうた
- ◆は、5分間1曲枠の楽曲（ロングのうた）。
- 1.われないタマゴ / 藤本房子（1984年4月・5月放送）
- 2.おじいちゃんていいな / 次藤基嗣（1988年6月・7月放送）
- 3.空飛ぶペンギン / 滝田勝海（1989年2月・3月放送）
- 4.ねぇ 知ってるかい / 田中星児（1990年4月・5月放送）
- 5.おふろやさんへつれてって / 橋爪佑太、東京放送児童合唱団（1990年12月・1991年1月放送）
- 6.怪盗夢之介 / 岡崎裕美（1991年6月・7月放送）
- 7.そっくり母娘 / 天地総子（1992年8月・9月放送）
- 8.アイ ラブ トーフ / 小金沢昇司（1994年6月・7月放送）
- 9.エプロン・ヒーロー / 五十嵐寛之、大澤希佳（1995年10月・11月放送）
- 10.おつかれさん / BEGIN（2000年12月・2001年1月放送）◆
- 11.うじゅ くじゅ? / 西田ひかる（2001年4月・5月放送）

### 主な参加作品
- 元祖天才バカボン（1975年-1977年、原画）
- ルパン三世 (TV第2シリーズ)（1977年-1980年、レイアウト）
- ルパン三世（1978年、作画）
- さすらいの少女ネル（1979年-1980年、作画監督）
- グリックの冒険（1981年、作画監督）
- 戦国魔神ゴーショーグン（1981年、絵コンテ）
- 怪物くん デーモンの剣（1982年、原画）
- 魔法のプリンセスミンキーモモ（空モモ）（1982年-1983年、絵コンテ）※別名義
- みんなのうた（1984年-現在、アニメーションディレクター・作画）
- 恐竜惑星（1993年-1994年、絵コンテ）
- みどりのマキバオー(1996年、原画)※別名義
- スーパードール★リカちゃん（1998年-1999年、絵コンテ）※くずおかひろし名義
- レレレの天才バカボン（1999年-2000年、絵コンテ）
- 陽だまりの樹（2000年、絵コンテ）※くずおかひろし名義
- あらしのよるに（2005年、構成プランナー・ストーリーボード）※くずおかひろし名義
- ぜんまいざむらい（2006年-2010年、絵コンテ）※別名義
- シナモン the Movie（2007年、絵コンテ）※くずおかひろし名義
- ドラえもん (2005年のテレビアニメ)（2019年、絵コンテ）※くずおかひろし名義

その他、別名義にて多数の作品の絵コンテを担当。

### 著書
- 実践アニメーション 中級編 作画のプロテクニックからカメラワークまで（合同出版）
- 新・実践アニメーション 中級編（バウハウス工房）